# اگرزبورگ
اگرزبورگ (دانمارکی: Aggersborg) یکی از بزرگ‌ترین دژهای مدور پیشین عصر وایکینگ‌ها در دانمارک و یکی از بزرگ‌ترین مکان‌های باستان‌شناختی در دانمارک است. این دژ در نزدیکی اگرسوند واقع‌شده‌است. این دژ شامل استحکامات مدور که دور آن با جوی احاطه شده‌است. چهار راه اصلی مرتب‌شده به شکل صلیب دژ را به مرکز دایره آن وصل می‌کند.